# Massive Attack (chanson)
Singles de Nicki Minaj
Roger That
(2010) Woohoo
(2010)
Massive Attack est le premier single de la carrière de la rappeuse et chanteuse américaine d'origine trinidadienne Nicki Minaj. Le titre, en featuring avec Sean Garrett, est sorti le 13 avril 2010. Il est produit par Garrett et Alex da Kid, qui ont écrit la chanson avec Minaj. Envisagée initialement comme le single principal du premier album studio de la rappeuse intitulé Pink Friday, la chanson est abandonnée à cause de ses ventes décevantes.

## Développement
Dans une interview pour Rap-Up en mars 2010, Minaj révèle le titre de la chanson, et Garrett partage quelques détails sur le single :

« Je viens juste de produire le premier single de Nicki en featuring avec moi. Ca va être de la bombe. C'est très, très explosif ! C'est de la frappe. C'est plus ouvert que ce que les gens pourraient attendre de Nicki pour son début. Le son va lui donner sa place dans le game en montrant qu'elle aurait dû y être depuis longtemps déjà. Elle a une vraie manière de montrer comment elle veut faire ça. Ca va juste être une surprise quand ça arrive. Elle veut que ça soit aussi énorme que possible. »

Le coproducteur du titre Alex da Kid s'est aussi exprimé dans une interview pour MTV en avril 2010 :

« Dès qu'une idée me vient, je la note. J'ai commencé ce son dans le métro quand j'étais en route pour le studio. D'habitude je ne fais pas ça. J'attends toujours un peu, mais j'avais une idée de mélodie. Donc j'ai commencé dans le métro et fini dans le studio. Je savais que c'était épique dès le début. C'est pas comme si je visais Nicki particulièrement avec ce son; j'avais une idée que je pensais folle. Nicki l'a écoutée et on connaît la suite. »

Dans une interview pour MTV News, Minaj raconte que la première fois qu'elle a entendue la chanson elle s'était crue en Afrique et était tombée amoureuse des percussions. Elle ajoute : « C'est très rare. (...) Les gens ne vont pas comprendre la chanson à la première écoute. Après la seconde ou la troisième fois, ils vont se dire "Wow, c'est quoi ? Ca ne ressemble à aucune chanson en ce moment." » Elle décrit aussi le son comme « hyper futuriste », et affirme qu'elle a choisi Garrett pour produire la chanson car il serait le meilleur pour « illustrer Nicki Minaj, comprenant sa personnalité ». La chanson est diffusée pour la première fois le 29 mars 2010 sur WQHT. La chanson fuite sur Internet le 30 mars 2010, la veille de la première diffusion de la vidéo sur 106 & Park. Révélée le 1er avril 2010, la pochette du single montre une image de Nicki tirée du clip et des caractères de style bande dessinée.
Interrogé sur l'échec commercial de la chanson dans une interview pour Rap-Up, Alex da Kid explique : « Le truc c'est que je ne veux pas faire la même chose que ce que tout le monde fait, mais je pense que Massive Attack était peut être un peu trop différent. Si on avait mis un featuring important, comme Kanye ou Rihanna ou quoi, je crois que le succès aurait été un peu plus important. Il fallait quelque chose de plus familier ».

## Musique et paroles
La chanson fusionne le hip-hop et la dance tandis que Minaj prononce les paroles avec un accent caribéen. La composition adopte un style futuriste avec de fortes percussions. Le rythme est « chaotique », comparé au producteur Timbaland. Dans les paroles, Minaj fait référence à ET l'extra-terrestre, à Mr. Miyagi, au Fantôme de l'Opéra, ainsi qu'à Simba et Mufasa du film Le Roi lion.

## Clip vidéo

### Développement
Un clip vidéo officiel est tourné le 15 mars 2010 dans le désert de Lancaster en Californie, réalisé par Hype Williams. Dans une interview pour MTV News, Minaj s'est exprimée :

« Je ne voulais pas tourner la vision du nouvel artiste typique. Dieu merci j'ai un label formidable qui me soutient et soutient ma vision. J'ai rencontré Hype dans un foutu aéroport... et il se trouve que c'était une semaine avant que je veuille tourner la vidéo. Je lui ai dit mon idée. Bien sûr, j'ai dû l'annoncer à Baby et Slim en espérant qu'ils comprennent mes goûts de luxe. Tout s'est mis en place. C'est juste magnifique - les tenues, tout. L'ambiance...  C'est pour toutes les filles qui aiment se déguiser. Elles vont adorer... On se parle avec des talkie-walkies, genre "Mayday! Mayday!" C'est surtout des prises de vues beauté et mode, et on fait semblant de faire quelque chose d'important. On voulait être belles dans la poussière. Avoir un vrai contrast déjanté. Je ne voulais pas que tout soit propre. J'aime la saleté. Tout ce rose est encore plus éclatant dans la saleté. »

### Concept
Sean Garrett joue dans la vidéo, tandis que Birdman et Amber Rose font des caméos. La première diffusion du clip a lieu le 31 mars 2010 dans l'émission 106 & Park de la chaîne télévisée américaine BET,.
La vidéo commence quand Birdman tend un paquet d'argent à Minaj, à transporter dans un endroit imprécis du désert. Quand la chanson commence, Minaj apparaît avec une perruque blonde sur un fond rose. Minaj conduit ensuite une Lamborghini rose avec Amber Rose sur une route poussiéreuse tandis qu'un hélicoptère les poursuit, dans une scène rappelant le film Thelma et Louise. Des images de créatures du désert et de Minaj avec sa perruque Barbie jouent pendant le premier couplet. Alors que la chasse en hélicoptère continue, Minaj rappe face à la caméra en tenue militaire, puis se met en formation d'attaque avec son armée de soldats Harajuku, portant toutes une perruque rose sous leurs casques. Durant le refrain, Garrett récite ses lignes torse nu en tenue militaire. Pour le second couplet, Minaj est dans la jungle, portant une longue tresse rose dans son dos et rampant sur le sol. Deux danseurs portant des lentilles et en tenue militaire réalisent des mouvements avec leurs bras à double articulation. Minaj est de nouveau vue dans la jungle avec une perruque verte, dansant dans la boue et sortant de l'eau, rampant dans la forêt. La vidéo finit alors que des scènes défilent à toute vitesse, la dernière étant une image de Minaj et Rose s'échappant dans la Lamborghini rose.

### Accueil et procès
Le clip reçoit un accueil positif. PurePeople estime que la vidéo est « parfaitement en raccord avec le titre », et HelloBeautiful affirme : « On aime toujours pas la chanson, mais cette vidéo encapsule plutôt bien le personnage extravagant et grotesque de Minaj »,. En août 2019, la vidéo cumule 74 millions de vues sur la chaîne YouTube de Minaj.
Le 11 juin 2010, Hollywood Exotic Car Rental engage des poursuites contre Minaj pour dommages et frais de location impayés pour la voiture. Ils avancent que la voiture a été conduite en hors-piste et endommagée entraînant des dommages approximatifs de 11 589,41 $. Hormis les dommages, Minaj avait loué la voiture pour 1 750 $ la journée, et avait utilisé le véhicule trois jours supplémentaires, redevant au total 5 250 $. La compagnie de location a intenté un procès pour frais impayés, dégâts matériels et dommages punitifs.

## Accueil critique
Massive Attack reçoit un accueil mitigé. De manière générale, la performance et les paroles de Minaj sont saluées mais la composition et le style musical différent laissent la critique perplexe.
Larry Fitzmaurice de Pitchfork apprécie « la personnalité hors norme de Minaj et ses punchlines euphorisantes ». Monica Herrera de Billboard observe que Minaj « l'une des rappeuses les plus visuellement particulières de ces dernières années », et que le single était « une révélation musicale décevante (...) étant donné l'engouement que Minaj avait généré à travers ses mixtapes, ses caméos et son rôle important dans le projet Young Money de Lil Wayne ». Cependant Herrera complimente les paroles, écrivant que ses « punchlines toujours aussi divertissantes ». Robbie Daw de Idolator affirme : « on n'espérerait rien de moins de Nicki que d'entrer en scène à pleine puissance, lyriquement, dans son premier single. Cela dit, on s'attendait peut être à un peu plus de mélodie dans la chanson ». Chris Ryan de MTV Buzzworthy fait l'éloge de la chanson : « on a l'impression (...) que la princesse de Young Money a un réel désir de se distinguer et de créer son propre espace ». Il continue : « avec sa dextérité verbale, son flow complexe et son humour, Minaj nous évoque la Missy Elliott classique - et c'est un compliment de la plus haute importance ».

## Classements hebdomadaires
| Classement (2010)                   | Meilleure position |
| ----------------------------------- | ------------------ |
| États-Unis (Bubbling Under Hot 100) | 22                 |
| États-Unis (R&B/Hip-Hop Songs)      | 27                 |